# イガ・ワシレフスカ
イガ・ワシレフスカ（Iga Wasilewska、1994年4月21日 - ）は、ポーランドの女子バレーボール選手。元ポーランド代表。旧姓はホイナツカ（Chojnacka）。

## 来歴

### クラブチーム
ワルシャワ出身。ジュニアのクラブチームを経て、2011年、レギオノヴィア・レギオノヴォへ入団し2年間プレーした。2013年、イタリアセリエA2（当時）のサヴィーノ・デルベーネ・スカンディッチへ移籍し、1年間プレーした。2014年、ワルシャワのコズミンスキー大学へ進学し、大学に通いながら2014年から2017年にかけてはレギオノヴィア・レギオノヴォで、2017/18シーズンは#VolleyWrocławでプレーしていた。2018年6月、グルパ・アゾティ・チェミック・ポリツェと契約し、2019/20、2020/21、2021/22シーズンはタウロンリーガで3連覇に貢献した。2023/24シーズンのタウロンリーガでは2年ぶりの優勝に貢献した。2024年9月、2024/25シーズンから新設されたLOVBへ参戦することが発表され、アトランタ所属となった。

### 代表チーム
アンダーカテゴリーの代表として、2011年、U-18欧州選手権とU-18世界選手権に出場した。2012年、エリツィン大統領杯に出場した。同年、U-20欧州選手権に出場した。

## 人物
- コズミンスキー大学では法律を専攻し、修士課程を修了した[4]。
- 2019年にアラン・ワシレフスキーと結婚した[5]。

## 所属クラブ
- レギオノヴィア・レギオノヴォ（2011-2013年）
- サヴィーノ・デルベーネ・スカンディッチ（2013-2014年）
- レギオノヴィア・レギオノヴォ（2014-2017年）
- #VolleyWrocław（2017-2018年）
- グルパ・アゾティ・チェミック・ポリツェ（2018-2024年）
- LOVBアトランタ（2024年-）